# Arhitektura u 1500.
◄◄ | ◄ | 1497. | 1498. | 1499. | 1500.  | 1501. | 1502. | 1503. | ► | ►►
Arhitektura • Astronomija • Glazba • Knjige • Književnost • Kršćanstvo • Medicina • Pravo • Promet • Slikarstvo • Znanost
Arhitektura u 1500.

## Svijet

### Zgrade i druge građevine
- Dovršena Medresa Zincirli na Krimu

## Vanjske poveznice
|  | Zajednički poslužitelj ima još gradiva o temi Arhitektura u 1500-im |